# Lola Artot de Padilla

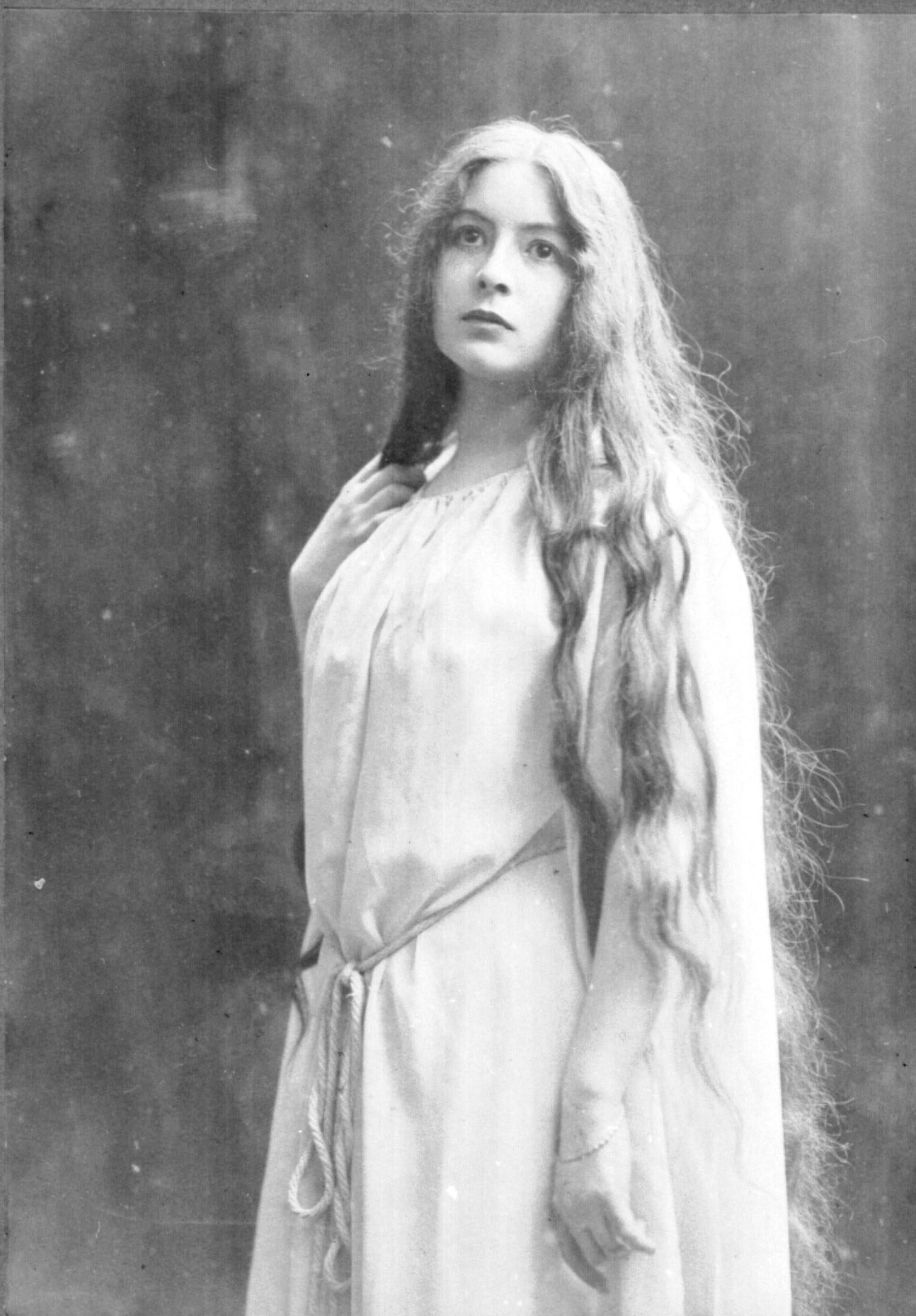
Lola Artôt de Padilla
vor September 1905

Lola Artôt de Padilla (* 5. Oktober 1876 in Sèvres bei Paris; † 12. April 1933 in Berlin; eigentlich Dolores de Padilla) war eine französisch-spanische Sopranistin, die aber hauptsächlich in Deutschland auftrat.

## Leben und Wirken
Als Tochter der bekannten belgischen Mezzosopranistin Désirée Artôt de Padilla und des spanischen Baritons Mariano Padilla y Ramos erhielt sie ein exklusives Gesangsstudium bei ihrer Mutter und erlebte ihr Debüt 1902 in einem Konzert in Paris. Ihr Bühnendebüt fand im Mai 1904 an der Pariser Opéra-Comique statt. Nach Gastspielen am Hoftheater in Wiesbaden (im Februar 1905 in der Titelrolle von Ambroise Thomas’ Mignon), an der Königlichen Oper in Stockholm und an der Warschauer Philharmonie wurde sie 1905–1908 an der Komischen Oper in Berlin engagiert. Hier sang sie im Februar 1907 in der Uraufführung der Oper Romeo und Julia auf dem Dorfe von Frederick Delius höchst erfolgreich die Partie der Julia.
Nach einjähriger Gastspielreise in Europa wurde sie im August 1909 als Charaktersopranistin Mitglied des Ensembles des Königlichen Opernhauses in Berlin und erhielt 1913 den Titel einer königlich preußischen Kammersängerin. Hier sang sie 1911 in der Erstaufführung des Rosenkavalier von Richard Strauss den Octavian, im gleichen Jahr die Gänsemagd in Engelbert Humperdincks Königskinder, 1916 den Komponisten in Ariadne auf Naxos von Richard Strauss, 1921 in der Premiere der Oper Turandot von Ferruccio Busoni. Außerdem gastierte sie in Holland und Skandinavien. 1927 verließ sie die Theaterbühne, wo sie sich vor allem als Mozart-Interpretin bewiesen hatte (so u. a. als Cherubino und Gräfin in Figaros Hochzeit und als Zerlina in Don Giovanni). Weiterhin gestaltete sie in einem breiten Repertoire erfolgreich verschiedenste Rollen: Marie in Bedřich Smetanas Verkaufter Braut, Charlotte in Jules Massenets Werther, Micaela in Georges Bizets Carmen, Amelia und Oscar in Ein Maskenball und Violetta in La Traviata von Giuseppe Verdi.
Ab 1928 wirkte Artôt de Padilla in Berlin als Gesangspädagogin. Sie starb an den Folgen eines Gallenleidens.
Ihre letzte Ruhestätte befindet sich auf dem Südwestkirchhof Stahnsdorf (Block Charlottenburg, Gartenblock III, Gartenstelle 185).

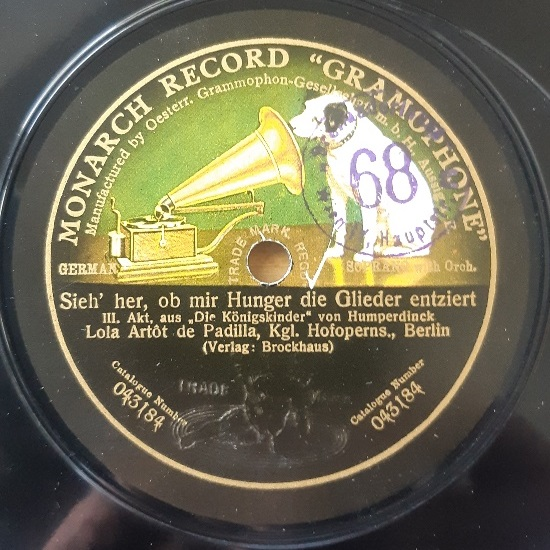
Schallplatte von Lola Artôt de Padilla (Berlin 1911)

Sie hinterließ relativ wenige Schallplatten (insgesamt 13 Titel, davon sieben Duette) auf Odeon (Berlin 1909), Grammophon (Berlin 1911 und 1915) sowie Vox (Berlin 1922). Alle ihre Aufnahmen wurden 1979 auf einer LP wiederveröffentlicht (Preiser Records/Court opera classics CO 370). Eine spätere CD bringt zusätzlich ein unveröffentlichtes Duett aus Lakmé.